# 醜軟雀鯛
醜軟雀鯛，為輻鰭魚綱鱸形目鱸亞目擬雀鯛科的其中一種，分布於西印度洋馬爾地夫海域，體長可達3.9公分，為熱帶海水魚，棲息在珊瑚礁水域，生活習性不明。